# Riccardo Tisci

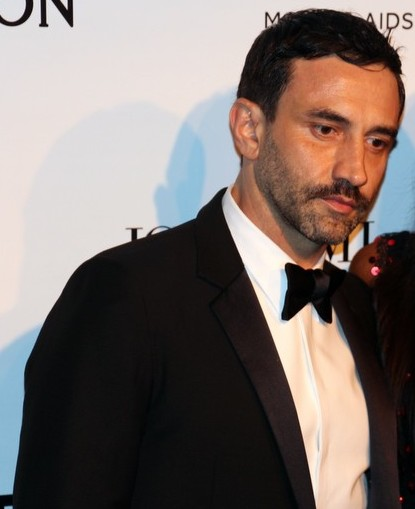
Riccardo Tisci

Riccardo Tisci (Tarente (Italië), 8 augustus 1974) is een Italiaanse modeontwerper.
Tot zijn zeventiende studeerde hij in Italië aan het Design Istituto d'Arte Applicata in Cantu en in 1999 studeerde hij af van Central Saint Martins Academy in Londen. In 2005 werd Tisci benoemd tot hoofdontwerper van Givenchy. Hij werkte hier meer dan 10 jaar tot zijn contract per 31 januari 2017 afliep. 
Op 12 maart 2018 kwam hij in dienst van het Engelse modemerk Burberry. Hij werkt in Londen en is verantwoordelijke voor het ontwerp van de nieuwe collecties. Zijn eerste ontwerpen werden in september 2018 aan het publiek getoond.
- Bibliothèque nationale de France: cb166839466 (data)
- Gemeinsame Normdatei: 1248486323
- International Standard Name Identifier: 0000 0004 0932 7544
- Virtual International Authority File: 303146952
- WorldCat: E39PBJbCQgdhVCWbG6jHdRB9Dq